# Tema de Lucània
El tema de Lucània va ser un dels temes o divisions civils i militars creades per l'Imperi Romà d'Orient al sud d'Itàlia cap al segle x.

## Història
Creada cap al 968-969, el tema tenia Tursikon (l'actual Tursi) com a capital, però algunes fonts diuen que era Cassano all'Ionio. El tema de Lucània es trobava situat entre els temes de Calàbria i de Longobardia, i no incloïa tot el territori de l'actual Basilicata sinó el de l'antiga Lucània. De fet, el territori de Calàbria que tocava a la mar Tirrena en formava part. El seu territori estava delimitat pel golf de Tàrent al sud, i pel Mont Vultur al nord; a l'oest s'estenia fins a Tanagro i la Val di Diano, i a l'est, fins al riu Basento. El tema només consta com a tal a un document de l'any 1042, però se sap que el seu estrateg estava sotmès a partir del 975 a un catepà. El tema de Lucània, com els altres dos temes, estava integrat al catepanat d'Itàlia.
El tema de Lucània incloïa tres turmes (cos de l'exèrcit format per uns 6.000 homes): les de Lagonegro, Mercurion i Latinianon, que estaven subdividides en drungues d'uns 3.000 homes. Cap al 1050, el tema va desaparèixer durant la conquesta normanda dirigida per la Casa d'Hauteville.